# هیده‌آکی تاکیزاوا
هیده‌آکی تاکیزاوا (انگلیسی: Hideaki Takizawa؛ زادهٔ ۲۹ مارس ۱۹۸۲) یک خواننده، و هنرپیشه اهل ژاپن است.